# پونانای
پونانای (به لاتین: Punanai) یک منطقهٔ مسکونی در سری‌لانکا است که در ناحیه باتیکالوا واقع شده‌است.